# Keïta Rokiatou N'Diaye
Pour les articles homonymes, voir N'Diaye.
Keïta Rokiatou N'Diaye, née le 26 février 1938 à Bamako, est une femme politique et géographe malienne. Première femme malienne professeure de l'enseignement supérieur et première doctorante malienne en géographie, elle a notamment été directrice de Cabinet du président de la République de 1992 à 1994 et ministre de la Santé de 2002 à 2004.

## Biographie
Keïta Rokiatou N'Diaye étudie au lycée Terrasson de Fougères, à l'université de Dakar puis à l'université de Strasbourg.

### Carrière universitaire
Keïta Rokiatou N'Diaye est professeure de géographie à l'École nationale d'administration de Bamako de 1966 à 1969 et à l'école normale supérieure de Bamako de 1968 à 1978. Dans ce dernier établissement, elle occupe les fonctions de cheffe du DER Histoire-Géographie (1971-1977), directrice adjointe (1972-1977) puis directrice générale (1977-1978). Entre-temps, elle obtient son doctorat en géographie en 1971 à Strasbourg, avec une thèse intitulée « Kayes et le Haut-Sénégal »,.
Elle contribue à de nombreuses études et travaux de recherche sur l’aménagement et la gestion du Bassin du fleuve Sénégal.

### Carrière politique
Pendant ses études, Keïta Rokiatou N'Diaye milite dans l'Association des Élèves et Stagiaires Maliens en France (AESMEF) et à la Fédération des étudiants d'Afrique noire en France.  
En 1978, Keïta Rokiatou N'Diaye est nommée, au titre de la République du Mali, membre du conseil d’administration de l’institut du Sahel (elle en est alors la seule femme membre). De 1979 à 1982, elle devient experte consultante de l'Organisation des Nations unies pour l'alimentation et l'agriculture (FAO) à Accra.  
En 1992, elle quitte le Ghana pour venir seconder le président de la République Alpha Oumar Konaré, dont elle est la directrice de Cabinet jusqu'en 1994.   
Elle fait partie de l'Alliance pour la démocratie au Mali-Parti africain pour la solidarité et la justice jusqu'en juin 2001, où elle fonde avec d'autres cadres le Rassemblement pour le Mali. Elle intègre le gouvernement Ahmed Mohamed ag Hamani, devenant ministre de la Santé du 16 octobre 2002 au 2 mai 2004,.

## Famille
Elle est la sœur d'Issa N'Diaye, professeur de philosophie et ministre de l'Éducation nationale de 1991 à 1992 et ministre de la Culture et de la Recherche scientifique de 1992 à 1993.

## Publication
- Kayes et le Haut Sénégal, t. I, II, III, Bamako, Éditions populaires, 1972 (OCLC 2851479, lire en ligne)